# Religiose concezioniste missionarie dell'insegnamento
Le religiose concezioniste missionarie dell'insegnamento (in spagnolo Religiosas Concepcionistas Misioneras de la Enseñanza) sono un istituto religioso femminile di diritto pontificio: i membri di questa congregazione pospongono al loro nome la sigla R.C.M.

## Storia
La congregazione venne fondata da Carmen Sallés y Barangueras (1848-1911): nel 1869 entrò nel noviziato delle suore adoratrici di Barcellona, ma l'abbandonò presto per entrare nelle domenicane dell'Annunziata. Desiderando dedicarsi alla vita contemplativa, nel 1892 uscì dalla congregazione insieme a tre compagne, ma le quattro vennero respinte da tutti gli ordini a cui si erano rivolte.
A Madrid la Sallés incontrò il sacerdote Celestino de Pazos, che le consigliò di fondare un nuovo istituto e la mise in contatto con l'arcivescovo di Burgos Manuel Gómez-Salazar y Lucio-Villegas, il quale promulgò il decreto di erezione dell'istituto delle Concesioniste di San Domenico il 16 aprile 1893 e ne nominò la Sallés superiora generale a vita. A causa delle proteste delle domenicane dell'Annunziata, la congregazione dovette eliminare dal titolo il riferimento a san Domenico.
Le religiose ricevettero il pontificio decreto di lode il 19 settembre 1908; le loro costituzioni vennero approvate definitivamente della Santa Sede il 7 dicembre 1954. Il 17 gennaio 1910 la congregazione venne aggregata all'Ordine di Sant'Agostino.
La fondatrice, beatificata da papa Giovanni Paolo II nel 1998, è stata canonizzata da papa Benedetto XVI il 21 ottobre 2012.

## Attività e diffusione
Il fine apostolico delle concezioniste missionarie è la formazione umana e cristiana della gioventù femminile: gestiscono scuole, collegi e residenze per studenti.
Sono presenti in Europa (Italia, Spagna), in Africa (Camerun, Repubblica Democratica del Congo, Guinea Equatoriale), in America (Brasile, Repubblica Dominicana, Messico, Stati Uniti d'America, Venezuela) e in Asia (Corea del Sud, Filippine, Giappone, India): la sede generalizia è a Madrid.
Al 31 dicembre 2005 l'istituto contava 519 religiose in 66 case.